# Jordan Michallet
Jordan Michallet (Voiron, 10 de enero de 1993-Ruan, 18 de enero de 2022) fue un jugador francés de rugby que jugó en la posición de apertura.

## Biografía
Nacido el 10 de enero de 1993 en Voiron, Michallet comenzó su carrera juvenil en SO Voiron y posteriormente en FC Grenoble. En 2013, fue campeón de la Coupe Frantz-Reichel con Grenoble, una victoria sobre Lyon OU en la que anotó los nueve puntos del partido. Se unió al equipo senior de Grenoble en el Top 14 la temporada siguiente, jugando su primer partido contra el Castres Olympique el 24 de agosto de 2013. Para la temporada 2015-16, se unió al equipo CS Bourgoin-Jallieu de Rugby Pro D2 y permaneció allí durante dos años. En 2017, Michallet se unió al equipo Fédérale 1 RC Strasbourg. Al año siguiente, se unió al Rouen Normandie Rugby, que juega en la misma división.
Michallet se suicidó en Rouen el 18 de enero de 2022, a la edad de 29 años.

## Palmarés
- Campeón de la Copa Frantz-Reichel de 2013.
- Campeón de Fédérale 1 (2019)